# Hirschbergkoppe
Die Hirschbergkoppe ist ein 538,5 m ü. NHN hoher Berg im westlichen Mittelhessen. Sie ist die höchste Erhebung im Gemeindegebiet von Herborn.
Vor Ort heißt der Berg Hirschberger Koppe.
An der Koppe sind Reste einer Wallanlage mit Böschungen zu erkennen; es wird vermutet, dass es sich um keltische Siedlungsspuren handelt.

## Geographie
Der Berg liegt am Ostrand des Westerwaldes (i. e. S.)(naturräumliche Untereinheit 322.0 'Westerwälder Basalthochfläche'), 5½ km südsüdwestlich von Herborn (Kernstadt), nahe an der windungsreich über die Höhe führenden Landesstraße vom Ortsteil Merkenbach nach Beilstein.
Der Berg ist Eckpunkt zweier Höhenzüge:
* eines basaltischen Rückens zwischen Rehbachtal im Norden und Ulmbachtal im Süden, der westsüdwestwärts über Hintere und Vordere Lay und Scheuernberg bis zum Buschhorn (534 m) südlich von Driedorf verläuft, und
* der bewaldeten Kuppen zwischen unterer Dill und Ulmbachtal, die sich südostwärts bis zur Lahn westlich von Wetzlar erstrecken (u. a. Hinstein, Kesselberg mit Dianaburg und Bieler Burg).
Am Berg bricht die Basalthochfläche nach Norden ins untere Rehbachtal (280 m ü. NN) und nach Osten ins Dilltal (190 m ü. NN) ab.

## Bergbeschreibung
Außer auf der Nordseite ist die Koppe vollständig bewaldet, vorwiegend mit Buchenbeständen.
Der Gipfelbereich wurde als 'Kernfläche Naturschutz' (Naturwald) ausgewiesen und der forstlichen Bewirtschaftung entzogen.
Die Nordflanke wird zu einem großen Teil von der Hirschberger Viehweide eingenommen. Dort steht im oberen Bereich ein Denkmal für den Kuhhirten Wilhelm Blecker.
Unterhalb liegt das Dorf Hirschberg.

## Gewässer
Südlich der Höhe befinden sich die Quellen des Fleisbachs, der sein Wasser ein steiles Wiesental hinabschickt, den Ort Fleisbach passiert und zwischen Sinn und Edingen in die Dill mündet.
Am Fuß des Nordosthangs entspringen die beiden Quellbäche des Merkenbachs, die sich vor dem gleichnamigen Ort vereinigen, Merkenbach verrohrt durchfließen, unterhalb wieder an die Oberfläche treten und dann bei der alten 'Rehmühle' (heute Firma Berkenhoff / 'bedra') vom unteren Rehbach aufgenommen werden.

## Wandern
An der Koppe führen zwei Wanderwege vorbei: H2 (Herborn – Merkenbach – 'Kniebrecher' – Um die Koppe – Viehweide – Hirschberg – Hörbach – Herborn; 19 km) und H12 ('Laternenweg'; Hirschberg – Greifenstein (Ort); 6 km). Am Laternenweg erinnert ein Gedenkstein an den 1919 von Wilderern erschossenen Förster Julius Bartholomae.